# Kampenhof

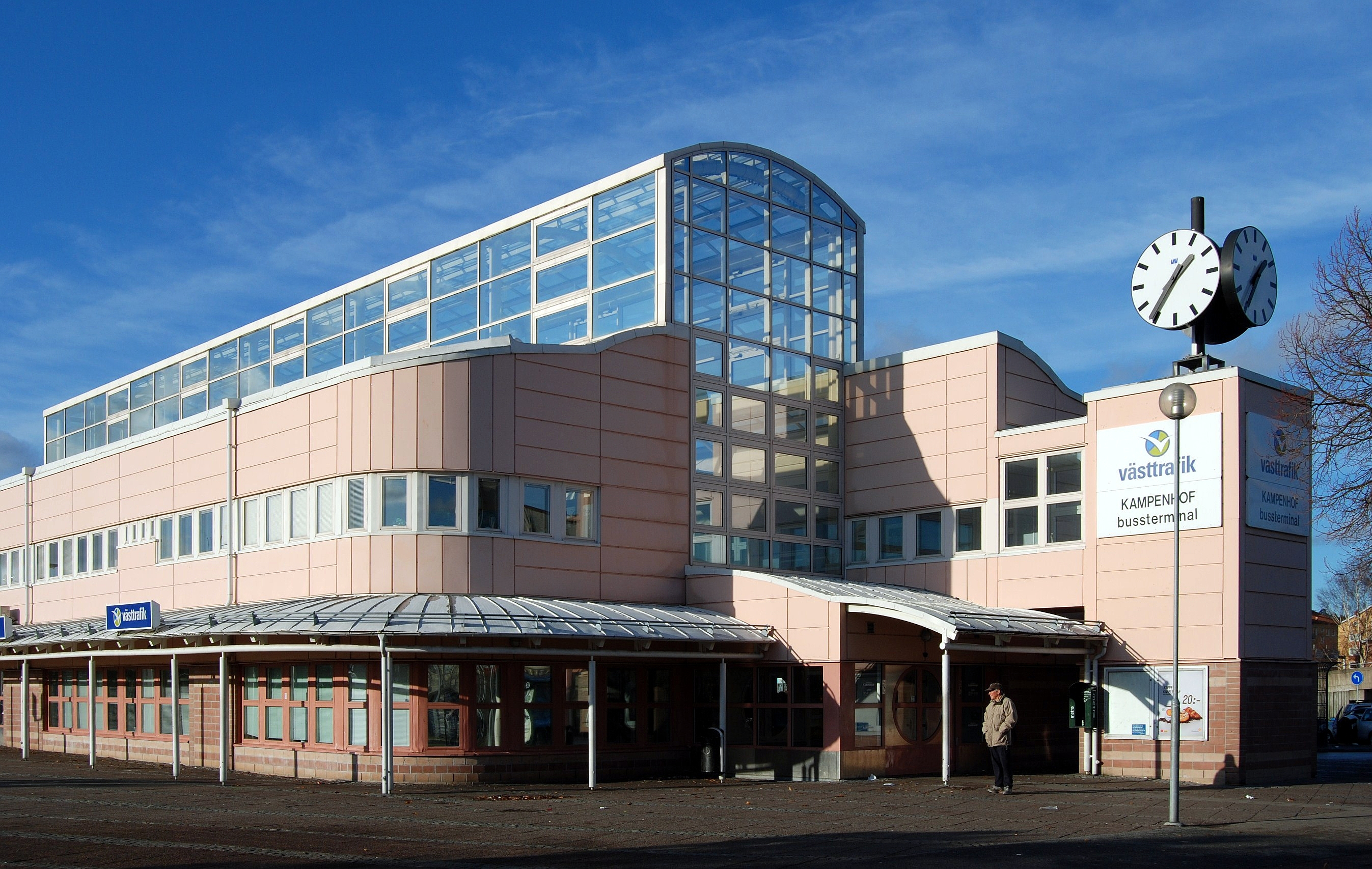
Bussterminalen Kampenhof i Uddevalla

Kampenhof är en centralt belägen bussterminal i Uddevalla. Från Kampenhof avgår både stadsbussar, expressbussar och landsortsbussar, bland annat till Göteborg, Bengtsfors, Smögen, Strömstad, Lysekil, Vänersborg och Trollhättan.
Kampenhof har fått sitt namn efter textilfabriken Kampenhof som förut låg på området.